# Palmolja

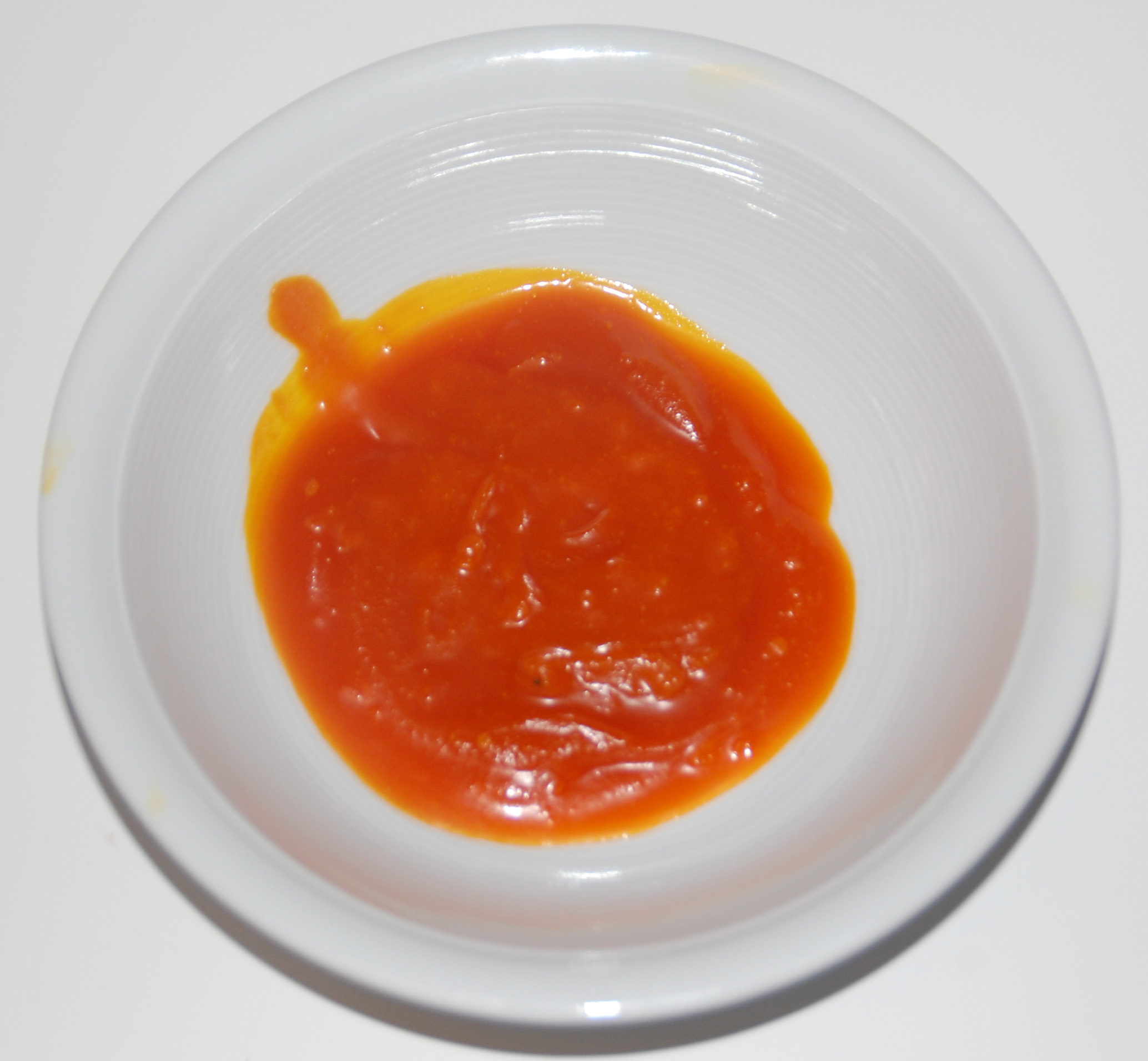
Palmolja.

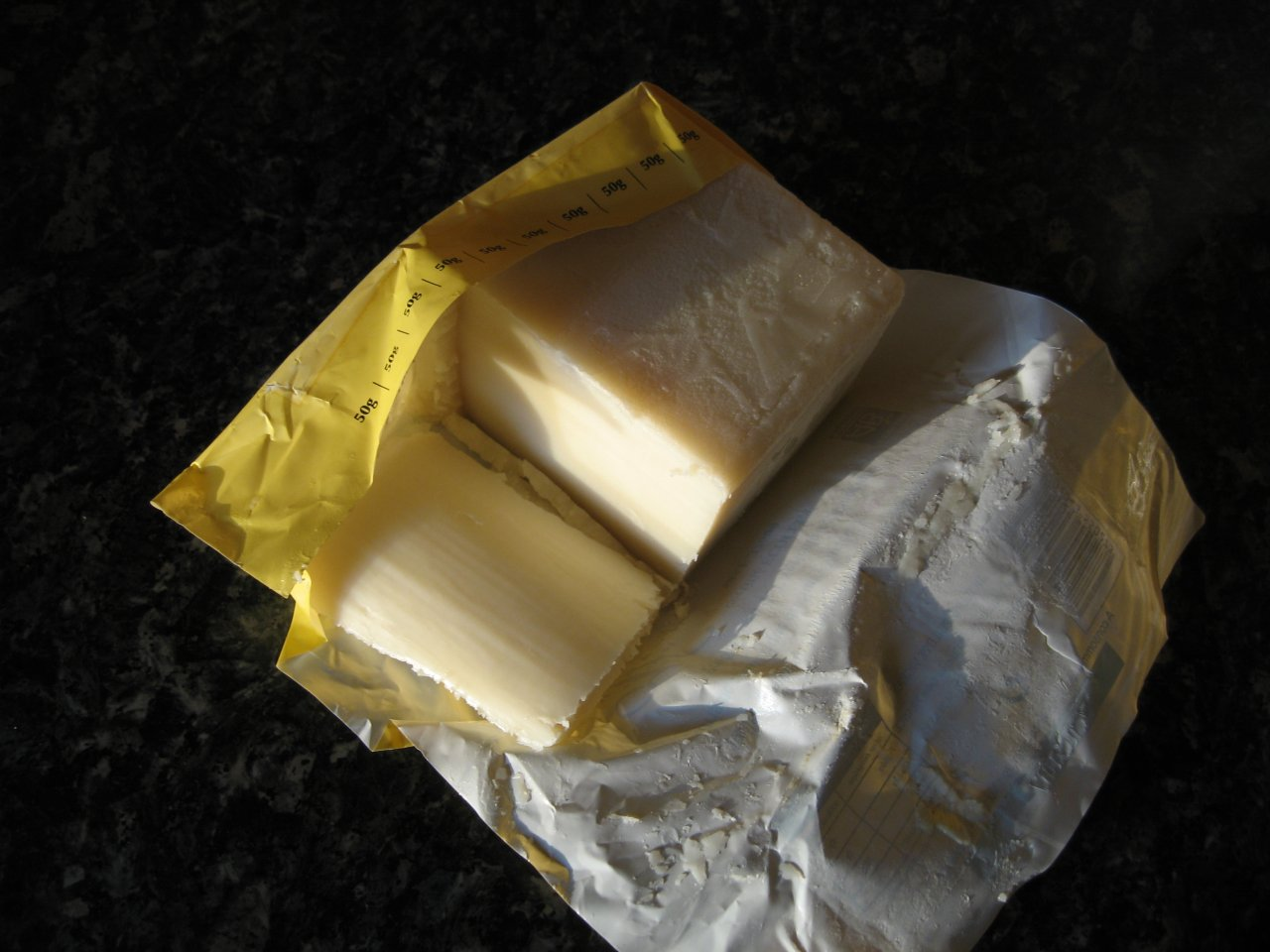
Ett paket palmoljefett, den ljusa färgen fås efter kokning.

Palmolja är ett vegetabiliskt fett som utvinns ur oljepalmen, Elaeis guineensis. Palmolja kan användas både som livsmedel, i konsumtionsvaror och som råvara för bränslen, till exempel biodiesel. De största exportörerna av palmolja är Malaysia och Indonesien.
Palmolja används för sina egenskaper och för att den är billig att framställa. Den är fast i rumstemperatur, likt smör och kokosfett, och kräver inte härdning.
Palmolja förekommer i bland annat margarin, glass, kakor, choklad, snacks, stearinljus, tvål, rengöringsmedel och kosmetika. Från och med 13 december 2014 gäller en EU-förordning, (nr 1169/2011), som innebär att producenterna måste ange vilka vegetabiliska fetter/oljor som finns i produkterna. Tidigare redovisades sällan palmolja i innehållsdeklarationen. Det kunde gå under benämningen "vegetabiliskt fett" eller "vegetabilisk olja", vilket även kan syfta på andra fetter än palmolja eller en blandning med olika fetter.
Efter debatten om risken med transfetter i början av 2000-talet har många livsmedelstillverkare bytt ut härdat fett mot palmolja. Enligt konsumenttidskriften Råd & Rön innehöll upp till hälften av alla förpackade varor i affären palmolja i någon form år 2012.

## Framställning och användning

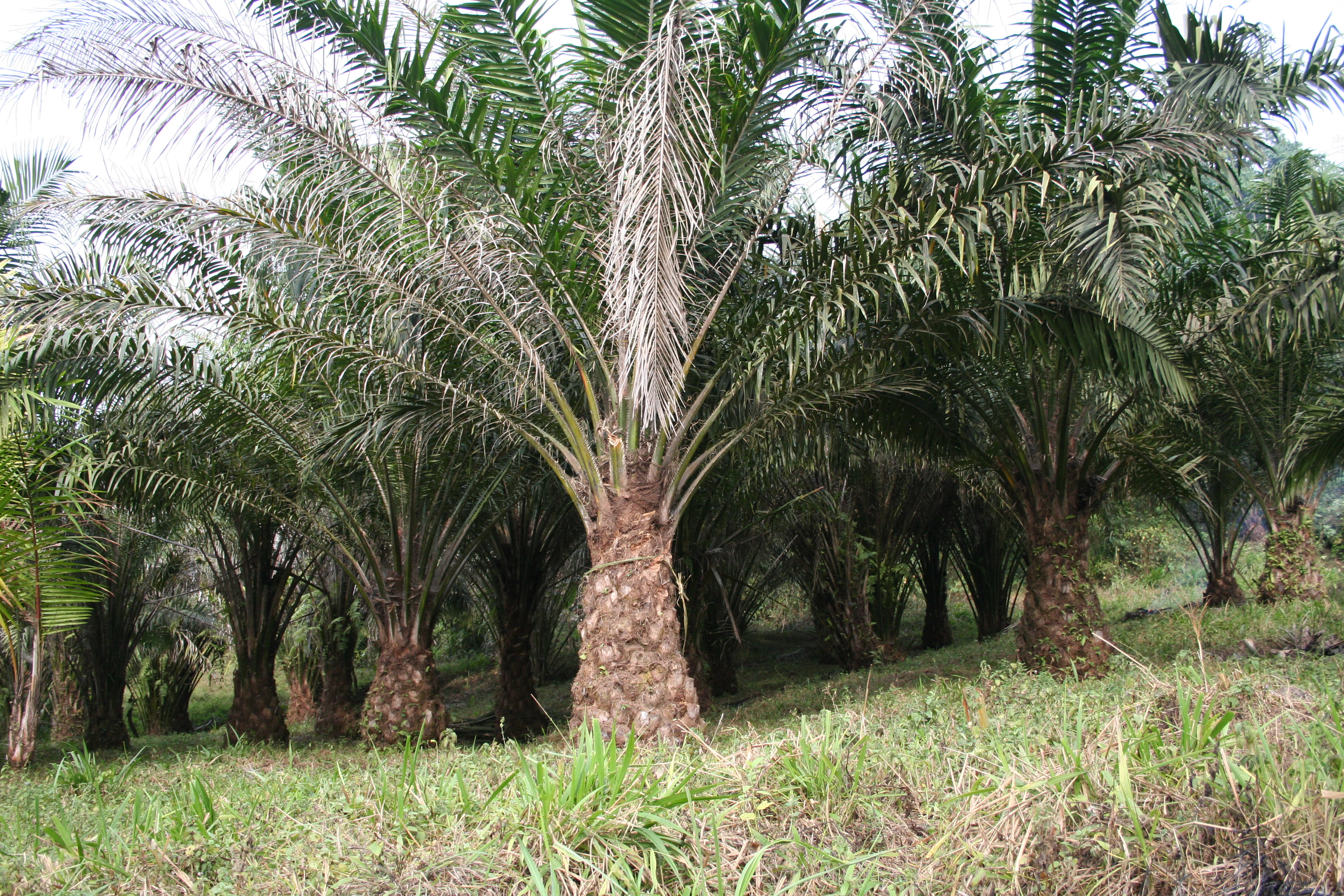
Oljepalm (Eleis guineensis)

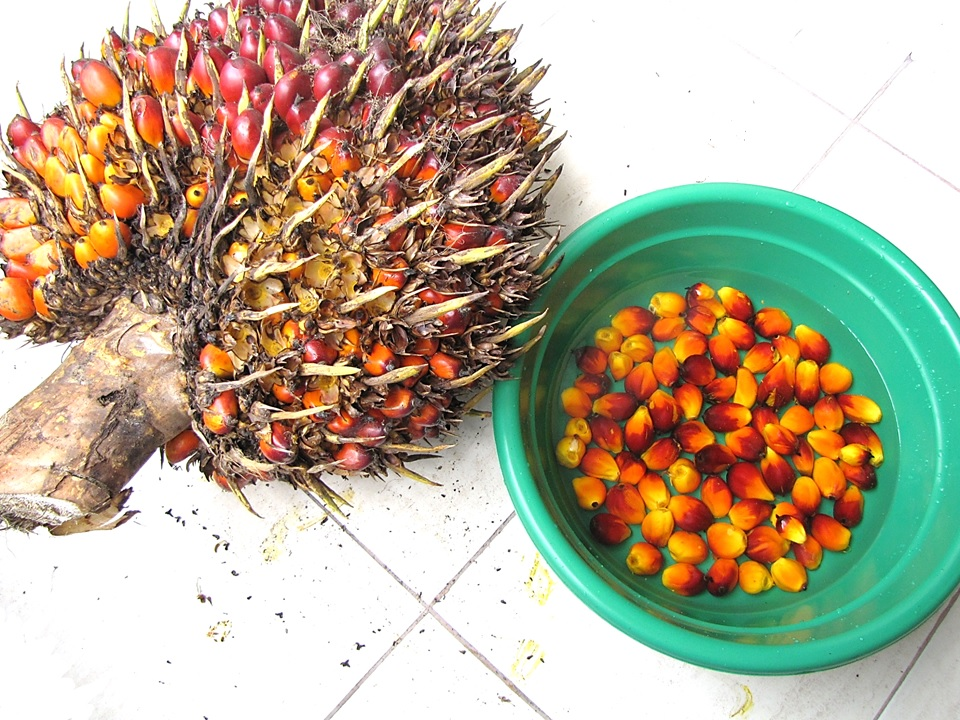
En fruktställning av oljepalm och en skål med frukterna.

Fettet förekommer i oljepalmens fruktkött som droppar eller klumpar, men även i själva kärnan i frukterna. Dessa är samlade i äggrunda, 20–40 cm långa och 10–20 cm breda fruktställningar. Frukterna är orangeröda stenfrukter av ett mindre plommons storlek. Fruktköttet har en tjocklek av 4–5 mm och omger den hårda, svarta stenen, som innesluter den mjuka och vita kärnan.
Frukterna kokas i autoklav, pressas och extraktioneras. Vid bearbetning av de färska frukterna får man en olja som inte innehåller mer än ca 4 % fettsyra. Denna raffineras till matolja och används även, på grund av hög halt av karotin, till vitaminisering av margarin. Palmoljan är lätt att förtvåla och kan därför också användas för tillverkning av tvål.
Av kärnorna utvinns även fett, palmkärnolja. Denna är mycket lik kokosolja och används huvudsakligen till tvålframställning och tillsammans med kokosolja i margarintillverkningen.
Resterna från oljeutvinningen är ett utmärkt kraftfoder för kreatur (fungerar bra som djurfoder).

## Innehåll
Fettsyrornas fördelning i palmolja/palmfett:
- Mättade fettsyror 45–53 %
  - Palmitinsyra 40–43 %
  - Stearinsyra 3–6 %
  - Myristinsyra 1–2 %
  - Arakinsyra < 1 %
  - Laurinsyra < 1 %
- Enkelomättade fettsyror 37–45 %
  - Omega-9: Oljesyra 40–43 %
  - Omega-9: Palmitolsyra under 1 %
- Fleromättade fettsyror 9–11 %
  - Omega-6: Linolsyra 5–11 %
  - Omega-3: Linolensyra under 1 %
- Övrigt
  - Förtvålningstal  199
  - Jodtal  52
  - Glycerin (11 %) som i förestring med fettsyrorna bildar själva oljan.
  - Fria fettsyror, det vill säga fettsyror oförenade med glycerin (stor andel som ökar då fettet härsknar)
  - Steroler (campesterol, sitosterol, stigmasterol) cirka 0,1 %
  - E-vitamin: 0,008–0,03 %
  - Vitamin K: 0,1 ppm
  - Betakaroten och andra karotener (tas ofta bort vid raffinering)

## Hälsa
Palmolja innehåller E-vitamin och provitamin A. Kallpressad innehåller höga halter av nyttiga karotenoider, men oljan raffineras ofta och då försvinner karotenoiderna. För människor som lider av vitaminbrist kan det vara en källa till A-vitamin.
Den innehåller även en hög andel mättat fett, precis som smör och kokosfett, vilket enligt Livsmedelsverket ökar risken för hjärt- och kärlsjukdomar. Livsmedelsverket avråder därför från att förtära stora mängder palmolja.

## Miljö och certifiering
Användning av palmolja för bränsleproduktion kritiseras ofta av miljöskäl, då avverkning av regnskog sker i stor skala för att anlägga oljepalmsplantager. Det säljs även palmolja som är certifierad av Roundtable on Sustainable Palm Oil (RSPO). Naturskyddsföreningen i Sverige vill att den palmolja som används ska vara certifierad. År 2013 var 14 procent av palmoljeproduktionen certifierad.
Många företag är med i RSPO och har som mål att enbart sälja produkter där palmoljan är certifierad, och 2013 hade några redan uppfyllt målet. Greenpeace har kritiserat RSPO och anser att RSPO-certifieringen inte är en garanti för att palmoljan är producerad på ett hållbart sätt. Både Greenpeace och Naturskyddsföreningen anser att palmolja som odlas på ett hållbart och rättvist sätt kan få positiva effekter som att bidra till bättre ekonomisk situation i producerande länder.
Kravmärkt ställer dessutom krav på socialt ansvar.

## Världsproduktion
| Placering                                       | Land             | Produktion (ton) |
| ----------------------------------------------- | ---------------- | ---------------- |
| 1                                               | Indonesien       | 115 267 491      |
| 2                                               | Malaysia         | 98 419 400       |
| 3                                               | Thailand         | 15 400 000       |
| 4                                               | Nigeria          | 7 850 000        |
| 5                                               | Colombia         | 5 878 504        |
| 6                                               | Ecuador          | 2 785 756        |
| 7                                               | Kambodja         | 2 641 118        |
| 8                                               | Ghana            | 2 604 387        |
| 9                                               | Papua Nya Guinea | 2 496 325        |
| 10                                              | Honduras         | 2 493 910        |
| 11                                              | Guatemala        | 2 308 262        |
| 12                                              | Elfenbenskusten  | 2 186 851        |
| 13                                              | Brasilien        | 1 565 197        |
| 14                                              | Kongo-Kinshasa   | 1 192 783        |
| 15                                              | Costa Rica       | 1 087 800        |
| Källa: UN Food & Agriculture Organisation (FAO) |                  |                  |